# ویکتور کورنتسوف
ویکتور کورنتسوف (روسی: Виктор Григорьевич Куренцов؛ زادهٔ ۱۵ آوریل ۱۹۴۱ – درگذشتهٔ ۷ آوریل ۲۰۲۱) وزنه‌بردار اهل شوروی بود.
وی در مسابقات کشوری و بین‌المللی در مجموع برندهٔ ۶ مدال طلا، ۲ مدال نقره شده‌است.